# Aneflus zilchi
Aneflus zilchi là một loài bọ cánh cứng trong họ Cerambycidae.